# Boris Kidrič

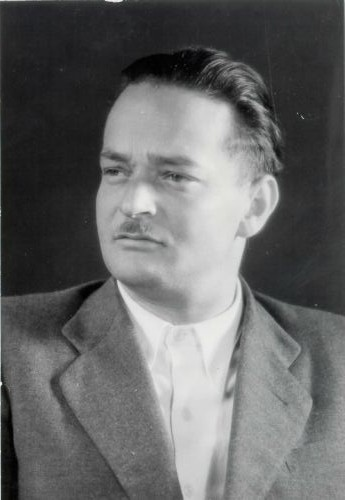
Boris Kidrič (1953)

Boris Kidrič (* 10. April 1912 in Wien, Österreich-Ungarn; † 11. April 1953 in Ljubljana) war ein jugoslawischer kommunistischer Partisanenführer und Politiker slowenischer Herkunft.

## Leben
Boris Kidrič wurde in Wien als Sohn des liberalen slowenischen Intellektuellen und Literaturkritikers France Kidrič (1880–1950) geboren. France Kidrič lehrte als Professor am slawischen Seminar der Universität Wien und blieb mit seiner Familie bis 1920 dort.
Anfang der 1930er Jahre schloss Boris Kidrič sich unter dem Einfluss von Vlado Kozak der Kommunistischen Partei Jugoslawiens an. Schnell stieg er in hohe Parteiämter der jugoslawischen Region Dravska banovina auf, die große Teile des heutigen Sloweniens umfasste. 1937 war Kidrič einer der Gründer der Kommunistischen Partei Sloweniens.
Nach dem Überfall der Achsenmächte auf Jugoslawien am 6. April 1941 wurde Kidrič faktischer Anführer der am 26. April 1941 in Ljubljana gegründeten Befreiungsfront Sloweniens (slowenisch: Osvobodilna Fronta – OF), die zähen militärischen Widerstand gegen die Besatzungsmächte leistete. Gemeinsam mit Edvard Kardelj (1910–1979) organisierte er zwischen 1941 und 1945 den Partisanenkrieg in Nord-Jugoslawien.
Nach dem Ende des Zweiten Weltkriegs ernannte der Slowenische Volksbefreiungsrat (Slovenski Narodnoosvobodilni Svet) Kidrič im Mai 1945 zum ersten Ministerpräsidenten der Sozialistischen Republik Slowenien, einer Teilrepublik der Föderativen Volksrepublik Jugoslawien. Er hatte das Amt vom 5. Mai 1945 bis zum 1. Juni 1946 inne.
In der Nachkriegszeit hatte Kidrič erheblichen Anteil an der Enteignung und Vertreibung der deutschsprachigen Minderheit (Gottscheer und Untersteirer) aus den nördlichen Teilen Jugoslawiens, die er in einer öffentlichen Rede in Maribor im Juni 1945 „ohne jegliche Sentimentalität“ forderte. Die Gemeinde Strnišče (Sterntal), in der sich das zentrale Lager für die Vertreibung der Sloweniendeutschen, das Lager Sterntal befand, wurde später nach ihm Kidričevo benannt.
Von 1946 bis zu seinem Tod zeichnete Kidrič verantwortlich für den Aufbau der sozialistischen jugoslawischen Wirtschaftsordnung. Ab 1948 gehörte er dem Politbüro der Kommunistischen Partei Jugoslawiens (ab 1952: Bund der Kommunisten Jugoslawiens) an. Im Dezember 1949 wurde Kidrič ordentliches Mitglied der Slowenischen Akademie der Wissenschaften und Künste.
1953 starb Boris Kidrič in Ljubljana an Leukämie.

## Gedenken
1959 wurde ein überlebensgroßes Denkmal in unmittelbarer Nähe des slowenischen Regierungsgebäudes errichtet. 1963 wurde ein Denkmal für Boris Kidrič auf dem nach ihm benannten Platz in Maribor eingeweiht. Es stammt von dem slowenischen Künstler Stojan Batiča. Wegen Kidričs möglicher Beteiligung an Racheaktionen der Partisanen nach dem Zweiten Weltkrieg (Verschleppungen, willkürliche Verhaftungen und Erschießungen wirklicher oder vermeintlicher Gegner) waren seine Denkmäler in Slowenien umstritten.
Nach ihm wurden eine Waggonbaufabrik in Maribor benannt, welche u. a. den Sonderzug Titos herstellte.

## Privatleben
Boris Kidrič war mit der jugoslawischen Kommunistin Zdenka Kidrič, geborene Armič, (1909–2008) verheiratet.

## Auszeichnungen
Kidrič war Träger zahlreicher hoher Auszeichnungen, unter anderem des Ordens des Volkshelden und des sowjetischen Kutusowordens I. Klasse.